# BRAND NEW MORNING / Jealousy Jealousy
《BRAND NEW MORNING / Jealousy Jealousy》（BRAND NEW MORNING / ジェラシー ジェラシー）是日本的女子偶像組合早安少女組。'17的第63張單曲。2017年3月8日由zetima发售。

## 概要
- 十三期成員加賀楓、橫山玲奈加入後第一張單曲。
- 十期成員佐藤優樹因椎間盤脫出症活動暫停並進行療養，療養期間未能參加單曲錄製及發售活動。
- 「BRAND NEW MORNING / Jealousy Jealousy」是以早安少女組。'17名義發行的首張單曲、第七張2A單曲。
- 在《BRAND NEW MORNING》中，由譜久村聖、生田衣梨奈、工藤遙、小田櫻、加賀楓、橫山玲奈擔任主唱。
- 在《Jealousy Jealousy》中，由譜久村聖、小田櫻、野中美希擔任主唱，Rap則是以石田亞佑美、工藤遙、小田櫻、野中美希為中心。
- 此單曲有5個版本，分別有「初回生產限定盤A、B、SP」和「通常盤A、B」。「初回生産限定盤A」收錄了「BRAND NEW MORNING」的PV；「初回生産限定盤B」收錄了「Jealousy Jealousy」的PV；「初回生產限定盤SP」收錄了「BRAND NEW MORNING」、「Jealousy Jealousy」Dance shot版的PV、Marukome合作CM的歌曲、MV「早安味噌湯」以及與HKT48的指原莉乃合作的歌曲「Get you!」[註 1]。
- 在Oricon公信榜單曲週榜取得第2名。

## 收錄内容

### 初回生產限定盤A、通常盤A
CD
1. BRAND NEW MORNING
（作詞：星部ショウ、作曲：Jean Luc Ponpon&星部ショウ、編曲：Jean Luc Ponpon）
2. Jealousy Jealousy
（作詞、作曲：淳君、Rap：U.M.E.D.Y.、編曲：大久保薫）
3. BRAND NEW MORNING (Instrumental)
4. Jealousy Jealousy (Instrumental)

DVD（初回生產限定盤A）
1. BRAND NEW MORNING（MV）

### 初回生產限定盤B、通常盤B
CD
1. BRAND NEW MORNING
2. Jealousy Jealousy
3. BRAND NEW MORNING (Instrumental)
4. Jealousy Jealousy (Instrumental)

DVD（初回生產限定盤B）
1. Jealousy Jealousy（MV）

### 初回生產限定盤SP
1. BRAND NEW MORNING
2. Jealousy Jealousy
3. 早安味噌湯
4. Get you!
5. BRAND NEW MORNING (Instrumental)
6. Jealousy Jealousy (Instrumental)

DVD（初回生產限定盤C）
1. 早安味噌湯（MV）
2. BRAND NEW MORNING（Dance shot）
3. Jealousy Jealousy（Dance shot）

## 外部連結
- 早安少女組。'17官方網站（页面存档备份，存于）（日語）
- YouTube上的《BRAND NEW MORNING》PV
- YouTube上的《Jealousy Jealousy》PV
- YouTube上的《早安味噌湯》PV

1. ↑  另外也收錄於AKB48專輯《點時成菁》